# Jules Schefer
Eugène-Frédéric-Jules Schefer, né le 8 août 1830 à Paris et mort le 27 juillet 1886 à Raguse, est un diplomate français.

## Biographie
Le père de Schefer appartenait à une famille noble originaire de Nassau, dont une branche s’était établie au XVIIIe siècle en Suède et aux fonctionnaires qui, ayant suivi la fortune de Napoléon en France, s’y établirent. Il conserva, sous la Restauration, les fonctions qu’il occupait dans l’administration de la Liste civile sous l’Empire, et ses fils Charles et Jules furent élevés au lycée Louis-le-Grand.
Jules suivit, comme son frère Charles Schefer, une carrière dans les pays d’Orient. Licencié en droit, il fut attaché à la Direction des consulats le 17 juin 1855. Nommé élève-consul le 24 septembre 1856, il fut muté à Alexandrie le 15 juillet 1857. Il fut nommé consul de 2e classe à Asunción le 25 octobre 1862, puis à Trabzon le 24 janvier 1865.
Il fut nommé consul à Roustchouck (aujourd'hui Roussé, en Bulgarie) le 27 mars 1867, puis chargé de la gestion de la chancellerie de l’ambassade de France à Constantinople, du 27 janvier 1870 au 28 octobre 1872. Nommé consul à Yassi le 30 août 1872, il fut chargé de la gestion de l’Agence et Consulat général à Bucharest, du 18 avril 1873 au 11 septembre 1874. À Smyrne du 10 juin 1875 au 10 novembre 1876, il reprit la direction du poste de Yassi, le 16 janvier 1877. Nommé consul général, délégué de France auprès de l’administration provisoire de Bulgarie le 31 août 1878. Il fut fait consul général en Bulgarie le 21 décembre 1878, agent et consul général en Bulgarie le 3 juin 1879.
Il devint ministre plénipotentiaire de 2e classe, chargé d’affaires au Montenegro le 4 novembre 1885, ministre plénipotentiaire de 1re classe le 15 novembre 1885, il fut admis à faire valoir ses droits à la retraite le 3 février 1886.
Il avait été fait chevalier de la Légion d’honneur le 9 août 1864, puis officier le 12 juillet 1881.

## Sources
- Navigation de Vasque de Gamme, chef de l’armée du roi de Portugal en l’an 1497, écrite par un gentilhomme florentin, Paris, E. Leroux, 1898, p. VIII-IX.